# تحفة الأريب بما في القرآن من الغريب
تحفة الأريب بما في القرآن من الغريب، كتاب من تأليف أبي حيان الغرناطي الأندلسي، أحد كبار علماء اللغة العربية، صنفه لبيان معاني الألفاظ الغريبة في القرآن، وجعله مرتبًا على الحروف الأصلية للكلمة دون الحروف الزائدة.

## وصف
تحفة الأريب بما في القرآن من الغريب، كتاب من تأليف أبي حيان الغرناطي الأندلسي في القرن الثامن الهجري. والكتاب مختصر جدا، لا يذكر فيه المؤلف لاشتقاق الكلمات وتصريفها، ولا يذكر الشواهد، ولا الآراء المختلفة لأهل اللغة، كما أن ترتيبه فيه بعض الصعوبة في البحث عن الكلمة. وقد اعتنى بالكتاب بعض العلماء، ونظمه زين الدين العراقي في ألفية. وطبع الكتاب طبعة قديمة، ثم طبع طبعات حديثة محققة.
بين المؤلف موضوع الكتاب في المقدمة حيث يقول: لغات القرآن العزيز على قسمين: قسم يكاد يشترك في معناه عامة المستعربة وخاصتهم، كمدلول السماء والأرض، وفوق وتحت، وقسم يختص بمعرفته من له اطلاع وتبحر في اللغة العربية، وهو الذي صنف أكثر الناس فيه وسموه: غريب القرآن.
والمقصود في هذا المختصر أن نتكلم على هذا القسم، وأن نرتبه على حروف المعجم، فأذكر في كل حرف ما فيه من المواد، معتبرا في ذلك الحروف الأصلية لا الزائدة، مقتصرا في ذلك على شرح الكلمة الواقعة في القرآن العزيز. 

### منهج المؤلف في الكتاب
1. رتب المؤلف كتابه على حروف المعجم، مراعيا الحروف الأصلية دون الحروف الزائدة، وبالنظر للحرف الأول والأخير من الكلمة.
2. يذكر المعنى اللغوي للفظة ثم ما يتعلق بمعناها في القرآن.
3. يذكر الآية دون يذكر السورة التي فيها الآية.
4. لا يذكر اختلاف الآراء في الألفاظ.
5. قد يذكر الاختلاف بالنسبة للقراءات.
6. يذكر الأقوال دون نسبتها لقائليها.[3]

### قيمة الكتاب وأثره
تأتي قيمة الكتاب من موضوعه، فهو يتعلق بتفسير الكلمات الغريبة في القرآن الكريم، خدمة لكتاب الله، وتسهيلا لمن يريد معرفة المعنى.
وتأتي قيمة الكتاب أيضا من مؤلفه أبي حيان الأندلسي، فهو أحد كبار العلماء المختصين في اللغة العربية في زمانه، والمتبحرين فيها.
ولقد قام زين الدين عبد الرحيم العراقي بنظم كتاب تحفة الأريب لأبي حيان في ألفية، تسمى «ألفية غريب القرآن».

### مآخذ على الكتاب
أخذ على كتاب تحفة الأريب لأبي حيان بعض الأمور، منها:
1. اختصاره الشديد في شرح الألفاظ، حيث إنه يكتفي ببيان معنى اللفظة في القرآن فقط.
2. اعتمد في ترتيب الألفاظ على الحرفين الأول والأخير، مما جعل البحث عن الألفاظ فيه يلقى بعض الصعوبة.
3. خلوه من الشواهد ومن القضايا اللغوية المتنوعة.
4. أنه لا يتعرض لاشتقاق الكلمة ودورانها في القرآن الكريم.[5]

### نماذج من الكتاب
- أصر: الإصر: الثقل والعهد.
- أسر: {أسرهم}: خلقهم.
- أزز: {تؤزهم}: تدفعهم وتزعجهم.
- أفك: {أُفِكَ}: صُرِف. و {الإفك}: أسوأ الكذب. و {المؤتفكات}: مدائن قوم لوط.
- أرك: {الأرائك}: الأسرَّة في الحجال، واحدها أريكة.
- أيك: {الأيكة}: الغيضة، وهي جماع من الشجر.
- أثل: الأثْل: شجر شبيه بالطرفاء.
- أفل: {أفَلَ}: غاب.
- أصل: الأصيل: ما بين العصر إلى الليل.[6]

## طبعات الكتاب
طبع الكتاب 
- مطبعة الإخلاص بحماة عام 1345هـ.
- المكتب الإسلامي ببيروت عام 1403هـ - 1983م. بتحقيق سمير المجذوب.
- دار عالم الكتب بتحقيق وترتيب داود سلوم ونوري القيسي.